# Православие в Венгрии

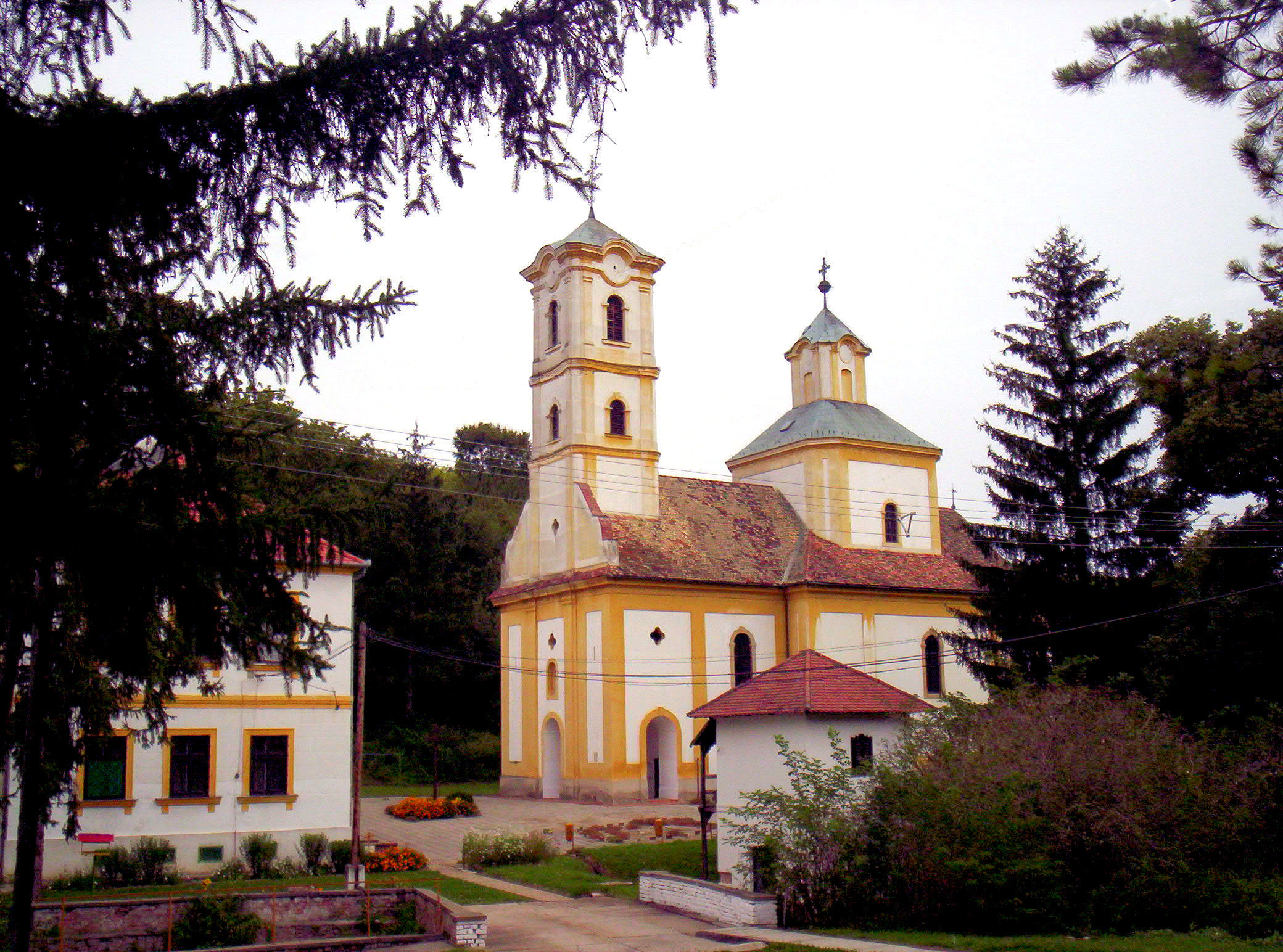
Сербский православный монастырь Грабовац

Правосла́вие в Ве́нгрии. Число православных верующих в Венгрии на 2001 год насчитывало около 15 000 человек (около 0,15 % населения). Православие исповедуют в основном представители национальных меньшинств, главным образом сербы, а также румыны, украинцы и другие. Православные Венгрии находятся под юрисдикцией Сербской православной церкви, которая имеет Будимскую епархию с центром в городе Сентендре. В Венгрии существуют приходы также Константинопольского патриархата, объединённые в Венгерский экзархат, Русской православной церкви, объединённые в Будапештскую и Венгерскую епархию, а также Дьюльская епархия Румынской православной церкви.

## История
Венгры в период своего переселения в Европу оставались язычниками. После их поселения в Придунайской низменности ряд христианских миссионеров с Запада предпринимал попытки обратить их в христианство, однако до начала XI века они в целом были безуспешными. Первым христианским королём страны стал Иштван I, впоследствии канонизированный, как и его сын Имре. В первой половине XI века большая часть венгров приняла христианство латинского обряда, значительную роль в обращении венгров сыграл Герард Венгерский. После Великого раскола христиане в Венгрии остались в подчинении Рима, однако в стране (в отличие от государств Западной Европы) никогда не прекращалось присутствие православной веры — благодаря православным сербам, грекам и румынам (влахам).
После начала османского завоевания на территорию Венгрии бежало множество сербов. Ими были построены первые сербские церкви в Буде, Эстергоме и Комароме (1511), в 1585 году был основан монастырь Грабовац. В XVI — первой половине XVII века общины при этих храмах управлялись архиереями Бачской епархии кафедра в Сегедине (ныне Сегед, Венгрия) и Славонской епархии (с кафедрой в Пожеге, Сербия).
В 1640—1650-х годах для этих сербских беженцев была сознана Будимская епархия с центром в Табане, пригороде Буды (по-сербски Будим, ныне район Будапешта).
Православное присутствие в Венгрии значительно увеличилось после Великого переселения сербов в 1690 году, когда около 9000 сербов переселились на территорию Венгрии. После этого был построен ряд православных церквей и монастырей.
В 1918 году, после распада Австро-Венгрии, Венгрия стала независимым государством. Большую часть православного населения страны в период между двумя мировыми войнами составляли сербы, юрисдикционно оформленные в Будимскую епархию Сербской православной церкви. В состав епархии входили, помимо сербских, шесть приходов греко-венгерского происхождения, имевших некоторую автономию. Значительным было румынское присутствие. Кроме того, в Венгрии были открыты русские эмигрантские приходы. Они подчинялись Русской зарубежной церкви и Западноевропейскому экзархату Константинопольского патриархата.
В социалистической Венгерской народной республике православные приходы получали в первые годы государственные дотации. Ежемесячная государственная помощь со стороны венгерских властей православным приходам по состоянию на осень 1950 года составляла:
- 9135 форинтов сербским приходам (20 приходов 6224 верующих);
- 7100 форинтов венгерским и русским приходам (пять приходов, 8404 верующих);
- 8725 форинтов румынским приходам (восемь приходов, 21732 верующих).

Из этих цифр следует, что более половины православных верующих Венгрии в 1950 году принадлежали к Румынской православной церкви. Государственная помощь в расчёте на одного православного верующего была наименьшей для румынских приходов и наибольшей для сербских приходов (несмотря на то, что Венгрия была в то время против Югославии). К 1955 году Сербская и Румынская православные церкви передали свои приходы в Венгрии в Русскую православную церковь. Таким образом, все православные приходы Венгрии стали русскими.
В 2000 году была образована Будапештская и Венгерская епархия Русской православной церкви.
В 2001 году прихожан Русской православной церкви было 3502 (в том числе Венгерское благочиние 352), Сербской православной церкви 1502, Болгарской православной церкви 508, Греческой православной церкви 2578, Константинопольской православной церкви 60, Албанской православной церкви 158, Македонской православной церкви 198, Грузинской православной церкви 45, Американской православной церкви 766.
13 февраля 2012 года в Будапеште в здании Парламента Венгрии состоялись слушания по вопросу заключения соглашения между Правительством Республики и представленными в стране православными юрисдикциями — Константинопольской, Русской, Сербской, Румынской и Болгарской церквами.
В 2016 году иерей Алексий Дорофеев отмечал, что православные в Венгрии — в основном выходцы из бывшего СССР и бывшей Югославии. «Прихожан немного, поэтому почти всем священникам и диаконам приходится работать на светской работе, чтобы прокормить себя и свои семьи».